# Robert F. Blumofe
Robert F. Blumofe (* 23. September 1909 in New York City; † 22. Juli 2003 in Los Angeles, Kalifornien) war ein US-amerikanischer Filmproduzent.

## Leben
Blumofe absolvierte ein Studium des Rechts an der School der Columbia University. Direkt im Anschluss war er in der Rechtsabteilung von Paramount Pictures in New York tätig. Im Jahr 1952 wechselte in den Bereich der Film- und Fernsehproduktion und siedelte nach Hollywood über. Ab 1953 war er für United Artists tätig und stieg bis zum Vizepräsidenten der Produktion sowie den Aktivitäten an der Westküste auf. 1966 verließ Blumofe United Artists, um als unabhängiger Filmproduzent tätig zu sein.
Unter seiner Aufsicht entstanden von 1968 bis einschließlich 1976 drei Spielfilme, deren Produktion er übernahm. Für Dieses Land ist mein Land war er gemeinsam mit Harold Leventhal 1977 für den Oscar in der Kategorie Bester Film nominiert.
In den folgenden Jahren war er für den Motion Picture & Television Fund tätig.
Er ist der Vater des Informatikers Robert D. Blumofe.

## Filmografie
- 1968: Deine, meine, unsere (Yours, Mine and Ours)
- 1970: Die Geliebte des Priesters (Pieces of Dreams)
- 1976: Dieses Land ist mein Land (Bound for Glory)